# Нуммисто, Илкка
И́лкка Ка́леви Ну́ммисто (фин. Ilkka Kalevi Nummisto; род. 24 апреля 1944 — 29 июня 2019) — финский гребец, который участвовал в соревнованиях с середины 1960-х до середины 1970-х годов. Четыре раза выступал на летних Олимпийских играх в гребле на байдарках-одиночках (1964 и 1972) и четвёрках (1968, 1972 и 1976) на 1000 м, его лучшим результатом было пятое место на Олимпиаде 1968 года в Мехико. Был знаменосцем сборной Финляндии на летних Олимпийских играх 1972 года.
После Олимпийских игр Нуммисто занялся силовыми видами спорта, в частности пауэрлифтингом и силовым экстримом. В период с 1986 по 1992 год он пять раз участвовал в турнире World’s Strongest Man, наилучшее достижение — третье место в 1990 году. В 1986 году он был первым участником турнира, который поднял все пять камней Макглашена, его достижении на том же турнире повторили Джефф Кейпс и Йоун Паудль Сигмарссон. С 1990 по 1992 год Нуммисто удерживал за собой титул сильнейшего человека Финляндии.